# Michael Jackson Dossier - la vita, gli scandali, il processo
Michael Jackson Dossier è un libro scritto da Ken Paisli e pubblicato in Italia da Chinaski edizioni nel 2006.
Attraverso atti processuali, interviste inedite e accurate ricerche, ripercorre, in stile 'gonzo journalism', il processo alla controversa figura della popstar americana Michael Jackson.

## Struttura dell'opera
Il libro si divide in diversi capitoli che ripercorrono i momenti più importanti della vita di Michael Jackson.

### Il primo processo
Il libro si apre con le prime accuse di pedofilia mosse contro Michael Jackson nel 1993.
Viene approfondito il rapporto che c'era tra Michael Jackson e la famiglia che lo accusò, la situazione economica di quella famiglia, le altre cause di quel periodo, le indagini e le perquisizioni svolte dalla polizia, fino alla conclusione del processo.

### Le origini
Un altro capitolo è interamente dedicato all'evoluzione del Re del Pop, dalle origini fino all'intervista con Martin Bashir nel 2003, Living with Michael Jackson.
Particolare attenzione viene data agli album e alle canzoni pubblicate che hanno fatto la storia del pop.

### L'intervista shock
Il terzo capitolo si sofferma proprio su quell'intervista rilasciata a Martin Bashir e che fece scandalo.
In questo capitolo viene anche evidenziata l'esistenza del video Michael Jackson Take Two: the interview they wouldn't show you, filmato integrale della stessa intervista con Martin Bashir, senza i tagli effettuati dal giornalista e che mostra le cose sotto una luce differente.

### Il secondo processo
Arriviamo quindi al pezzo forte del libro. Si tratta di un approfondimento di quello che in molti hanno definito "il processo del secolo". Condito con trascrizioni delle deposizioni fatte durante il processo del 2005, vengono ricostruiti i fatti in modo obiettivo, senza interpretazioni personali ma solo riportando gli avvenimenti così come sono documentati.

### E quindi
Qui l'autore ha scritto una breve conclusione, ribadendo che l'intero libro lo ha scritto basandosi solo sui fatti documentati, evitando pareri personali.

### Appendice
"Ken Paisli recensisce Michael Jackson"
Il libro si conclude con una breve sezione in cui Paisli recensisce gli album e le canzoni di Michael Jackson dal primo album con la Epic fino ad Invincible del 2001. La nuova edizione del 2009 include la morte.

## Edizioni
- Ken Paisli, Michael Jackson Dossier, traduzione di Andrea Rinaldi, collana Voices, Chinaski Edizioni, 2006, 2009 nuova edizione aggiornata.